# Brazilië op de Olympische Zomerspelen 1988
Brazilië nam deel aan de Olympische Zomerspelen 1988 in Seoel, Zuid-Korea. Er werden zes medailles gewonnen, eenmaal goud, tweemaal zilver en driemaal brons.

## Medailleoverzicht
| Sport    | Olympiër | Onderdeel | Medaille |
| -------- | --- | --------- | -------- |
| Judo     | Aurélio Miguel | -95kg (m) | Goud     |
| Atletiek | Joaquim Cruz | 800m (m)  | Zilver   |
| Voetbal  | Claudio Taffarel Jorginho Joāo Santos Batista Ricardo Gomes Ademir Aloísio Pires Alves Valdo Geovani Edmar Careca Souza Romário Zé Carlos Andre Cruz Milton Filho de Souza Neto Sergio Donizete Luiz Andrade Bebeto Iomar do Nascimento Nelsinho | mannen    | Zilver   |
| Atletiek | Robson da Silva | 200m (m)  | Brons    |
| Zeilen   | Clinio Freitas Lars Grael | tornado   | Brons    |
| Zeilen   | Nelson Falcão Torben Grael | star      | Brons    |

## Deelnemers en resultaten

### Atletiek
| Olympiër                                                      | Discipline             | Resultaat | Prestatie |
| ------------------------------------------------------------- | ---------------------- | --------- | --- |
| Jailto Bonfim                                                 | 100m (m)               | 64e       | serie 9: 5e in 10,75 |
| Arnaldo da Silva                                              | 100m (m)               | 10e       | serie 10: 2e in 10,44 kwartfinale 2: 2e in 10,25 halve finale 1: 5e in 10,32 |
| Robson da Silva                                               | 100m (m)               | 5e        | serie 1: 1e in 10,37 kwartfinale 5: 2e in 10,24 halve finale 2: 4e in 10,24 finale: 5e in 10,11 |
| Robson da Silva                                               | 200m (m)               | Brons     | serie 9: 1e in 21,12 kwartfinale 5: 1e in 20,41 halve finale 1: 2e in 20,28 finale: 3e in 20,04 |
| Gérson de Souza                                               | 400m (m)               | DNF       | serie 3: niet gefinisht |
| Gérson de Souza                                               | 400m (m)               | 12e       | serie 6: 1e in 45,90 kwartfinale 4: 3e in 45,35 halve finale 1: 7e in 45,27 |
| José Luíz Barbosa                                             | 800m (m)               | 6e        | serie 6: 2e in 1.46,32 kwartfinale 2: 3e in 1.46,20 halve finale 2: 3e in 1.44,99 finale: 6e in 1.46,39 |
| Joaquim Cruz                                                  | 800m (m)               | Zilver    | serie 9: 1e in 1.47,16 kwartfinale 1: 1e in 1.46,10 halve finale 1: 2e in 1.44,75 finale: 2e in 1.43,90 |
| Agberto Guimarães                                             | 800m (m)               | 35e       | serie 6: 5e in 1.48,49 |
| José Luíz Barbosa                                             | 1500m (m)              | 33e       | serie 1: 8e in 3.44,46 |
| Joaquim Cruz                                                  | 1500m (m)              | DNF       | serie 3: 7e in 3.40,92 halve finale 1: niet gestart |
| Lyndon Campos                                                 | 110m horden (m)        | DNF       | serie 1: niet gestart |
| Adauto Domingues                                              | 3000m steeplechase (m) | 21e       | serie 1: 5e in 8.32,77 halve finale 1: 11e in 8.35,05 |
| Diamantino dos Santos                                         | marathon (m)           | 48e       | 2:25.13 |
| Ivo Rodrigues                                                 | marathon (m)           | 56e       | 2:26.27 |
| Diamantino dos Santos                                         | 20km snelwandelen (m)  | 45e       | 1:31.42 |
| Abcelvio Rodrigues                                            | hink-stap-springen (m) | 35e       | kwalificatie groep A: 18e met 15,13m |
| Jorge Silva                                                   | hink-stap-springen (m) | 21e       | kwalificatie groep B: 14e met 15,95m |
|                                                               |                        |           | |
| Maria Magnólia Figueiredo                                     | 200m (v)               | 29e       | serie 8: 2e in 23,71 kwartfinale 4: 6e in 23,67 |
| Maria Magnólia Figueiredo                                     | 400m (v)               | 17e       | serie 3: 1e in 51,74 kwartfinale 1: 5e in 51,32 |
| Soraya Telles                                                 | 800m (v)               | 13e       | serie 3: 3e in 2.02,48 halve finale 1: 6e in 2.01,86 |
| Maria Figueiredo Tania Miranda Suzete Montalvao Soraya Telles | 4x400m (v)             | 11e       | serie 2: 4e in 3.36,81 |
| Angélica de Almeida                                           | marathon (v)           | 44e       | 2:43.40 |
| Conceição Geremias                                            | zevenkamp (v)          | 22e       | 100m horden: 22e in 14,23 (946 punten) hoogspringen: 23e met 1,71m (867 punten) kogelstoten: 12e met 12,95m (724 punten) 200m: 21e in 25,50 (841 punten) verspringen: 22e met 5,50m (700 punten) speerwerpen: 14e met 39,64m (660 punten) 800m: 22e in 2.24,02 (770 punten) totaal: 5508 punten |

### Basketbal
| Olympiër | Discipline | Resultaat | Prestatie |
| --- | ---------- | --------- | --- |
| Paulinho Almeida Luiz Felipe Azevedo Paulon da Silva Rolando Ferreira Guerrinha Cadum Israel Machado Marcel Ponikwar Maury Ponikwar Oscar Schmidt João José Vianna Gerson Victalino | mannen     | 5e        | groep B: 3e W van Canada: 125-109 W van China: 130-108 V van Verenigde Staten: 87-102 W van Egypte: 138-85 V van Spanje: 110-118 5-8e plek: W van Puerto Rico: 104-86 5-6e plek: W van Canada: 106-90 |

| Groep B |                  |             |             |             |        |        |        |        |
| #       | Land             | Wedstrijden | Wedstrijden | Wedstrijden | Punten | Punten | Punten | Punten |
| #       | Land             | G           | W           | V           | V      | T      | Saldo  | Punten |
| 1       | Verenigde Staten | 5           | 5           | 0           | 485    | 302    | +183   | 10     |
| 2       | Spanje           | 5           | 4           | 1           | 484    | 435    | +49    | 9      |
| 3       | Brazilië         | 5           | 3           | 2           | 590    | 522    | +68    | 8      |
| 4       | Canada           | 5           | 2           | 3           | 479    | 455    | +24    | 7      |
| 5       | China            | 5           | 1           | 4           | 433    | 527    | -94    | 6      |
| 6       | Egypte           | 5           | 0           | 5           | 338    | 568    | -230   | 5      |

| Ronde        | Datum | Plaats   | Land    | Score            | Land |
| ------------ | ----- | -------- | ------- | ---------------- | ---- |
| Groepsfase   |       |          |         |                  |      |
| 17 september | Seoel | Brazilië | 125-109 | Canada           |      |
| 20 september | Seoel | Brazilië | 130-108 | China            |      |
| 21 september | Seoel | Brazilië | 87-102  | Verenigde Staten |      |
| 23 september | Seoel | Brazilië | 138-85  | Egypte           |      |
| 24 september | Seoel | Brazilië | 110-118 | Spanje           |      |
| 5-8e plek    |       |          |         |                  |      |
| 28 september | Seoel | Brazilië | 104-86  | Puerto Rico      |      |
| 5-6e plek    |       |          |         |                  |      |
| 30 september | Seoel | Brazilië | 106-90  | Canada           |      |

### Boksen
| Olympiër           | Discipline | Resultaat | Prestatie                                                                               |
| ------------------ | ---------- | --------- | --------------------------------------------------------------------------------------- |
| Joilson Santana    | -54kg (m)  | 17e       | 1e ronde: W van LAO Sonnavanh: 5-0 2e ronde: V van ALG Zengli: 0-5                      |
| Wanderley Oliveira | -67kg (m)  | 17e       | 1e ronde: V van ZAM Chisala: scheidsrechterlijke beslissing                             |
| Peter Silva        | -71kg (m)  | 9e        | 1e ronde: vrij 2e ronde: W van SWZ Mahlabele: 5-0 3e ronde: V van PUR Rivera: knock-out |

### Boogschieten
| Olympiër      | Discipline      | Resultaat | Prestatie                       |
| ------------- | --------------- | --------- | ------------------------------- |
| Jorge Azevedo | individueel (m) | 62e       | open ronde: 62e met 1191 punten |
| Renato Emilio | individueel (m) | 43e       | open ronde: 43e met 1225 punten |

### Gewichtheffen
| Olympiër       | Discipline  | Resultaat | Prestatie                                                  |
| -------------- | ----------- | --------- | ---------------------------------------------------------- |
| Edwaldo Santos | -67,5kg (m) | 17e       | trekken: 17e met 120kg stoten: 17e met 140kg totaal: 260kg |
| Emilson Dantas | -90kg (m)   | 21e       | trekken: 19e met 135kg stoten: 21e met 165kg totaal: 300kg |

### Gymnastiek
| Olympiër      | Discipline               | Resultaat | Prestatie |
| ------------- | ------------------------ | --------- | --- |
| Gil Pinto     | meerkamp individueel (m) | 84e       | kwalificatie: 84e vloer: 68e met 19,00 punten sprong: 83e met 18,70 punten brug: 88e met 17,80 punten rekstok: 70e met 18,75 punten ringen: 86e met 18,10 punten paard met bogen: 86e met 17,55 punten totaal: 109,90 punten                                                                              |
|               |                          |           | |
| Luísa Ribeiro | meerkamp individueel (v) | 84e       | kwalificatie: 51e vloer: 57e met 19,05 punten sprong: 55e met 19,075 punten brug: 44e met 19,325 punten balk: 34e met 19,20 punten totaal: 76,650 punten finale: 35e vloer: 36e met 8,850 punten sprong: 26e met 9,700 punten brug: 28e met 9,700 punten balk: 31e met 9,175 punten totaal: 75,750 punten |

### Judo
| Olympiër            | Discipline | Resultaat | Prestatie |
| ------------------- | ---------- | --------- | --- |
| Sérgio Pessoa       | -60kg (m)  | 9e        | 1e ronde: vrij 2e ronde: W van MON Pages: ippon 3e ronde: V van KOR Kim: yusei herkansingen: V van URS Totikachvili: ippon                                                      |
| Ricardo Cardoso     | -65kg (m)  | 20e       | 1e ronde: vrij 2e ronde: W van TCH Petrikov: koka |
| Luiz Onmura         | -71kg (m)  | 13e       | 1e ronde: vrij 2e ronde: W van POL Blach: yuko 3e ronde: V van GBR Brown: shido                                                                                                 |
| Ezequiel Paraguassu | -78kg (m)  | 34e       | 1e ronde: V van GDR Brechot: ippon |
| Wálter Carmona      | -86kg (m)  | 13e       | 1e ronde: vrij 2e ronde: W van NGR Iqiebor: hansoku 3e ronde: V van JPN Osako: yusei                                                                                            |
| Aurélio Miguel      | -95kg (m)  | Goud      | 1e ronde: W van GBR Stewart: yusei 2e ronde: W van ISL Fridriksson: yusei kwartfinale: W van ITA Fazi: chui halve finale: W van TCH Sosna: chui finale: W van FRG Meiling: chui |
| Frederico Flexa     | +95kg (m)  | 11e       | 1e ronde: W van MAR Lahcinia: ippon 2e ronde: W van GBR Gordon: ippon kwartfinale: V van URS Veritchev: yusei                                                                   |

### Paardensport
| Olympiër                                                             | Discipline     | Resultaat      | Prestatie                                                                               |
| Springconcours                                                       | Springconcours | Springconcours | Springconcours                                                                          |
| -------------------------------------------------------------------- | -------------- | -------------- | --------------------------------------------------------------------------------------- |
| André Johannpeter                                                    | individueel    | 25e            | kwalificatie: 38e met 68 punten finale: 1e ronde: 25e met 9,50 strafpunten              |
| Christina Johannpeter                                                | individueel    | DNF            | kwalificatie: niet gefinisht                                                            |
| Paulo Stewart                                                        | individueel    | DNF            | kwalificatie: niet gefinisht                                                            |
| Vitor Teixeira                                                       | individueel    | 24e            | kwalificatie: 16e met 113,50 punten finale: 1e ronde: 24e met 8,75 strafpunten          |
| André Johannpeter Christina Johannpeter Vitor Teixeira Paulo Stewart | team           | 8e             | 1e ronde: 10e met 40 strafpunten 2e ronde: 9e met 35 strafpunten totaal: 75 strafpunten |

### Roeien
| Olympiër                                                               | Discipline      | Resultaat | Prestatie                                                                        |
| ---------------------------------------------------------------------- | --------------- | --------- | -------------------------------------------------------------------------------- |
| Denis Marinho                                                          | skiff (m)       | 17e       | serie 3: 5e in 7.48,33 herkansingen: 3e in 7.22,84                               |
| Ricardo de Carvalho Ronaldo de Carvalho                                | twee-zonder (m) | 10e       | serie 1: 5e in 6.45,20 herkansingen: 3e in 7.01,00 halve finale 2: 6e in 6.54,89 |
| Nilton Alonço Flávio de Melo Ángelo Roso Neto                          | twee-met (m)    | 12e       | serie 1: 5e in 7.27,68 herkansingen: 4e in 7.21,31                               |
| Marcos Arantes Fernando Fantoni Oswaldo Kuster Neto Waldemar Trombetta | vier-zonder (m) | 14e       | serie 3: 4e in 6.29,61 herkansingen: 5e in 6.30,85                               |

### Schermen
| Olympiër                                                      | Discipline     | Resultaat | Prestatie                               |
| ------------------------------------------------------------- | -------------- | --------- | --------------------------------------- |
| Douglas Fonseca                                               | degen (m)      | 35e       | 1e ronde groep 14: 3e kwartfinale 3: 4e |
| Roberto Lazzarini                                             | degen (m)      | 42e       | 1e ronde groep 2: 2e kwartfinale 11: 4e |
| Antônio Machado                                               | degen (m)      | 30e       | 1e ronde groep 4: 3e kwartfinale 6: 3e  |
| Régis Avila Douglas Fonseca Roberto Lazzarini Antônio Machado | degen team (m) | 15e       | 1e ronde groep 1: 3e                    |
| Douglas Fonseca                                               | floret (m)     | 59e       | 1e ronde groep 1: 5e                    |
| Roberto Lazzarini                                             | floret (m)     | 54e       | 1e ronde groep 7: 5e                    |
| Antônio Machado                                               | floret (m)     | 51e       | 1e ronde groep 9: 5e                    |
| Régis Avila                                                   | sabel (m)      | 40e       | 1e ronde groep 2: 7e                    |

### Schietsport
| Olympiër      | Discipline              | Resultaat | Prestatie                                      |
| ------------- | ----------------------- | --------- | ---------------------------------------------- |
| Delival Nobre | 25m snelvuurpistool (m) | 24e       | kwalificatie: 24e met 586 punten (295-291)     |
|               |                         |           |                                                |
| Maria Amaral  | 25m pistool (v)         | 22e       | kwalificatie: 22e met 579 punten (287-292)     |
| Tania Fassoni | 25m pistool (v)         | 32e       | kwalificatie: 32e met 569 punten (282-287)     |
| Maria Amaral  | 10m luchtpistool (v)    | 31e       | kwalificatie: 31e met 369 punten (90-95-89-95) |
| Tania Fassoni | 10m luchtpistool (v)    | 27e       | kwalificatie: 27e met 372 punten (93-91-96-92) |

### Schoonspringen
| Olympiër       | Discipline   | Resultaat | Prestatie                        |
| -------------- | ------------ | --------- | -------------------------------- |
| Angela Ribeiro | 3m plank (v) | 19e       | voorronde: 19e met 396,51 punten |

### Synchroonzwemmen
| Olympiër                 | Discipline | Resultaat | Prestatie                                                                                            |
| ------------------------ | ---------- | --------- | --- |
| Paula Carvalho           | solo       | 19e       | kwalificatie: 15e technisch: 13e met 82,517 punten vrij: 17e met 83,80 punten totaal: 166,317 punten |
| Érika MacDavid Eva Riera | duet       | 19e       | kwalificatie: 12e technisch: 10e met 83,425 punten vrij: 12e met 87,60 punten totaal: 171,025 punten |

### Tafeltennis
| Olympiër                         | Discipline     | Resultaat | Prestatie |
| -------------------------------- | -------------- | --------- | --- |
| Carlos Kawai Issamu              | enkelspel (m)  | 49e       | groep A: 7e V van CHN Jialiang: 0-3 V van HUN Klampár: 0-3 V van GBR Cooke: 0-3 V van BEL Saive: 0-3 V van FRA Gatien: 1-3 V van USA O'Neill: 2-3 W van TUN Lofti: 3-0                                                       |
| Claudio Kano                     | enkelspel (m)  | 41e       | groep F: 6e V van SWE Lindh: 1-3 V van GBR Douglas: 1-3 V van TPE Huei-Chieh: 0-3 V van PAK Saif: 0-3 V van YUG Kalinić: 2-3 W van EGY Helmy: 3-1 W van DOM Fermín: 3-0                                                      |
| Carlos Kawai Issamu Claudio Kano | dubbelspel (m) | 17e       | groep D: 5e V van KOR Nam-Kyu/Jae-Hyung: 0-2 V van POL Grubba/Kuchars: 1-2 V van FRG Fetzner/Roßkopf: 1-2 V van JPN Saito/Watanabe: 1-2 W van HKG Tsung/Veng: 2-0 W van CHI Gambra/Nunez: 2-0 V van NGR Adeyemo/Bankole: 1-2 |

### Tennis
| Olympiër                   | Discipline    | Resultaat | Prestatie |
| -------------------------- | ------------- | --------- | --- |
| Luis Mattar                | enkelspel (m) | 33e       | 1e ronde: V van AUS Masur: 4-6, 4-6, 6-4, 7-6 (9-7), 4-6                                                            |
| Ricardo Acioly Luis Mattar | enkelspel (m) | 17e       | 1e ronde: W van JPN Matsuoka/Tsuchihashi: 4-6, 6-4, 6-2, 6-2 2e ronde: V van FRA Forget/Leconte: 6-4, 5-7, 4-6, 1-6 |
|                            |               |           | |
| Gisele Miró                | enkelspel (v) | 17e       | 1e ronde: W van CAN Kelesi: 7-5, 7-5 2e ronde: V van BUL Maleeva: 7-5, 6-1                                          |

### Voetbal
| Olympiër | Discipline | Resultaat | Prestatie |
| --- | ---------- | --------- | --- |
| Claudio Taffarel Jorginho Joāo Santos Batista Ricardo Gomes Ademir Aloísio Pires Alves Valdo Geovani Edmar Careca Souza Romário Zé Carlos Andre Cruz Milton Filho de Souza Neto Sergio Donizete Luiz Andrade Bebeto Iomar do Nascimento Nelsinho | mannen     | Zilver    | groep D: 1e W van Nigeria: 4-0 W van Australië: 3-0 W van Joegoslavië: 2-1 kwartfinale: W van Argentinië: 1-0 halve finale: W van Bondsrepubliek Duitsland: 1-1 (3-2) finale: V van Sovjet-Unie: 1-2 |

| Groep D |             |             |             |             |             |            |            |            |        |
| #       | Land        | Wedstrijden | Wedstrijden | Wedstrijden | Wedstrijden | Doelpunten | Doelpunten | Doelpunten | Punten |
| #       | Land        | G           | W           | G           | V           | V          | T          | Saldo      | Punten |
| 1       | Brazilië    | 3           | 3           | 0           | 0           | 9          | 1          | +8         | 6      |
| 2       | Australië   | 3           | 2           | 0           | 1           | 2          | 3          | -1         | 4      |
| 3       | Joegoslavië | 3           | 1           | 0           | 2           | 4          | 4          | 0          | 2      |
| 4       | Nigeria     | 3           | 0           | 0           | 3           | 1          | 8          | -7         | 0      |

| Ronde        | Datum   | Plaats                   | Land      | Score       | Land |
| ------------ | ------- | ------------------------ | --------- | ----------- | ---- |
| Groepsfase   |         |                          |           |             |      |
| 18 september | Daejeon | Brazilië                 | 4-0       | Nigeria     |      |
| 20 september | Seoel   | Australië                | 0-3       | Brazilië    |      |
| 22 september | Daejeon | Brazilië                 | 2-1       | Joegoslavië |      |
| Kwartfinale  |         |                          |           |             |      |
| 25 september | Seoel   | Brazilië                 | 1-0       | Argentinië  |      |
| Halve finale |         |                          |           |             |      |
| 27 september | Seoel   | Bondsrepubliek Duitsland | 1-1 (2-3) | Brazilië    |      |
| Finale       |         |                          |           |             |      |
| 1 oktober    | Seoel   | Sovjet-Unie              | 2-1       | Brazilië    |      |

### Volleybal

#### Mannen
| Olympiër | Discipline | Resultaat | Prestatie |
| --- | ---------- | --------- | --- |
| Mauricio Lima Wagner Rocha Paulo Rose José Montanaro Junior Paulo da Silva Renan dal Zotto William Silva Amauri Ribeiro Antonio Gouveia Domingos Lampariello Neto Leonidio de Pra Filho André Ferreira | mannen     | 4e        | groep A: 2e W van Italië: 3-0 (15-4, 15-7, 17-15) V van Zuid-Korea: 2-3 (17-19, 8-15, 15-6, 15-11, 12-15) W van Bulgarije: 3-1 (13-15, 15-6, 15-12, 15-12) W van Zweden: 3-1 (15-6, 13-15, 15-0, 15-12) W van Sovjet-Unie: 3-2 (12-15, 9-15, 15-8, 15-11, 15-6) halve finale: V van Verenigde Staten: 0-3 (3-15, 5-15, 11-15) bronzen finale: V van Argentinië: 2-3 (10-15, 17-15, 8-15, 15-12, 9-15) |

| Groep A |             |             |             |             |             |             |             |        |        |        |        |
| #       | Land        | Wedstrijden | Wedstrijden | Wedstrijden | Wedstrijden | Wedstrijden | Wedstrijden | Punten | Punten | Punten | Punten |
| #       | Land        | G           | W           | V           | SW          | SV          | SR          | SPW    | SPL    | Saldo  | Punten |
| 1       | Sovjet-Unie | 5           | 4           | 1           | 14          | 4           | +10         | 248    | 190    | +58    | 9      |
| 2       | Brazilië    | 5           | 4           | 1           | 14          | 7           | +7          | 296    | 225    | +71    | 9      |
| 3       | Zweden      | 5           | 2           | 3           | 9           | 11          | -1          | 220    | 262    | -42    | 7      |
| 4       | Bulgarije   | 5           | 2           | 3           | 7           | 9           | -2          | 190    | 194    | -4     | 7      |
| 5       | Italië      | 5           | 2           | 3           | 7           | 11          | -4          | 203    | 222    | -19    | 7      |
| 6       | Zuid-Korea  | 5           | 1           | 4           | 5           | 14          | -9          | 200    | 264    | -157   | 6      |

| Ronde          | Datum | Plaats           | Land | Score       | Land |
| -------------- | ----- | ---------------- | ---- | ----------- | ---- |
| Groepsfase     |       |                  |      |             |      |
| 18 september   | Seoel | Brazilië         | 3-0  | Italië      |      |
| 19 september   | Seoel | Zuid-Korea       | 3-2  | Brazilië    |      |
| 22 september   | Seoel | Brazilië         | 3-1  | Bulgarije   |      |
| 24 september   | Seoel | Brazilië         | 3-1  | Zweden      |      |
| 26 september   | Seoel | Brazilië         | 3-2  | Sovjet-Unie |      |
| Halve finale   |       |                  |      |             |      |
| 30 september   | Seoel | Verenigde Staten | 3-0  | Brazilië    |      |
| Bronzen finale |       |                  |      |             |      |
| 2 oktober      | Seoel | Argentinië       | 3-2  | Brazilië    |      |

#### Vrouwen
| Olympiër | Discipline | Resultaat | Prestatie |
| --- | ---------- | --------- | --- |
| Kerly Santos Ana Moser Vera Mossa Eliani Costa Ana Richa Dora Castanheira Ana Claudia Ramos Marcia Cunha Ana Lucia Barros Sandra Suruagy Fernanda Venturini Simone Storm | vrouwen    | 6e        | groep B: 4e V van Puerto Rico: 0-3 (11-15, 11-15, 3-15) V van Verenigde Staten: 2-3 (16-14, 5-15, 13-15, 15-12, 7-15) V van China: 1-3 (15-2, 7-15, 12-15, 11-15) 5-8e plek: W van Zuid-Korea: 3-2 (15-6, 15-17, 8-15, 15-4, 17-15) 5-6e plek: V van DDR: 1-3 (9-15, 4-15, 15-11, 11-15) |

| Groep B |                  |             |             |             |             |             |             |        |        |        |        |
| #       | Land             | Wedstrijden | Wedstrijden | Wedstrijden | Wedstrijden | Wedstrijden | Wedstrijden | Punten | Punten | Punten | Punten |
| #       | Land             | G           | W           | V           | SW          | SV          | SR          | SPW    | SPL    | Saldo  | Punten |
| 1       | Peru             | 3           | 3           | 0           | 9           | 4           | +5          | 177    | 142    | +35    | 6      |
| 2       | China            | 3           | 2           | 1           | 8           | 4           | +4          | 161    | 132    | +29    | 5      |
| 3       | Verenigde Staten | 3           | 1           | 2           | 5           | 8           | -3          | 140    | 167    | -27    | 4      |
| 4       | Brazilië         | 3           | 0           | 3           | 3           | 9           | -4          | 126    | 163    | -37    | 3      |

| Ronde        | Datum | Plaats           | Land | Score      | Land |
| ------------ | ----- | ---------------- | ---- | ---------- | ---- |
| Groepsfase   |       |                  |      |            |      |
| 20 september | Seoel | Peru             | 3-0  | Brazilië   |      |
| 23 september | Seoel | Verenigde Staten | 3-2  | Brazilië   |      |
| 25 september | Seoel | China            | 3-1  | Brazilië   |      |
| 5-8e plek    |       |                  |      |            |      |
| 27 september | Seoel | Brazilië         | 3-2  | Zuid-Korea |      |
| 5-6e plek    |       |                  |      |            |      |
| 29 september | Seoel | Brazilië         | 1-3  | DDR        |      |

### Wielersport
| Olympiër                                                                    | Discipline                    | Resultaat | Prestatie                                           |
| Baan                                                                        | Baan                          | Baan      | Baan                                                |
| --------------------------------------------------------------------------- | ----------------------------- | --------- | --------------------------------------------------- |
| Antônio Silvestre                                                           | individuele achtervolging (m) | 20e       | kwalificatie: 20e in 5.02,07                        |
| Clóvis Anderson                                                             | tijdrit (m)                   | 10e       | 1.06,282                                            |
| Fernando Louro                                                              | puntenkoers (m)               | 24e       | serie 1: 12e met 10 punten finale: 24e met 0 punten |
| Clóvis Anderson Paulo Jamur Fernando Louro Antônio Silvestre                | ploegenachtervolging (m)      | 19e       | kwalificatie: 19e in 4.38,21                        |
| Weg                                                                         |                               |           |                                                     |
| Wanderley Magalhães Azevedo                                                 | wegwedstrijd (m)              | 63e       | 4:32.56                                             |
| Cássio Freitas                                                              | wegwedstrijd (m)              | 20e       | 4:32.56                                             |
| Marcos Mazzaron                                                             | wegwedstrijd (m)              | 66e       | 4:32.56                                             |
| Wanderley Magalhães Azevedo César Daneliczen Cássio Freitas Marcos Mazzaron | ploegentijdrit (m)            | 18e       | 2:07.11,7                                           |

### Worstelen
| Olympiër        | Discipline  | Resultaat   | Prestatie |
| Vrije stijl     | Vrije stijl | Vrije stijl | Vrije stijl |
| --------------- | ----------- | ----------- | --- |
| Roberto Leitao  | -90kg (m)   | 22e         | groep B: 10e 1e ronde: V van BEL Bindels: 1-3 2e ronde: V van MGL Düvchin: 1-3                                 |
| Floriano Spiess | -100kg (m)  | 13e         | groep A: 6e 1e ronde: V van GDR Neupert: 0-4 2e ronde: W van SAM Solovi: 3-1 3e ronde: V van URS Khabelov: 0-4 |
| Grieks-Romeins  |             |             | |
| Roberto Leitao  | -90kg (m)   | 17e         | groep A: 9e 1e ronde: vrij 2e ronde: V van AUT Pitschmann: 0-3 3e ronde: V van EGY Ibrahim: 0-3                |
| Floriano Spiess | -100kg (m)  | 14e         | groep B: 8e 1e ronde: V van HUN Gáspár: 0-4 2e ronde: V van KOR Young-Tae: 0-4                                 |

### Zeilen
| Olympiër                                            | Discipline      | Resultaat | Prestatie                                    |
| --------------------------------------------------- | --------------- | --------- | -------------------------------------------- |
| George Rebello                                      | divisie II (m)  | 16e       | 124,0 punten: (13-23-23-9-13-13-17)          |
| Jorge Zarif Neto                                    | finn (m)        | 19e       | 126,0 punten: (19-17-18-16-YMP-11-13)        |
| Bernardo Arndt Carlos Wanderley                     | 470 (m)         | 10e       | 83,7 punten: (7-9-DSQ-19-6-13-1)             |
|                                                     |                 |           |                                              |
| Cinthia Knoth M Pellicano                           | 470 (v)         | 16e       | 124,0 punten: (12-opgave-16-14-opgave-12-12) |
|                                                     |                 |           |                                              |
| Alan Adler Marcus Temke                             | flying dutchman | 7e        | 76,4 punten: (4-3-6-13-DSQ-9-11)             |
| Clinio Freitas Lars Grael                           | tornado         | Brons     | 40,1 punten: (8-1-6-3-3-8-2)                 |
| Nelson Falcao Torben Grael                          | star            | Brons     | 40,1 punten: (1-7-2-11-2-opgave-8)           |
| Christoph Bergman Jose Augusto Dias Jose Paulo Dias | soling          | 5e        | 67,4 punten: (3-6-DSQ-5-9-11-4)              |

### Zwemmen
| Olympiër                                                           | Discipline            | Resultaat | Prestatie                                    |
| ------------------------------------------------------------------ | --------------------- | --------- | -------------------------------------------- |
| Jorge Fernandes                                                    | 50m vrije slag (m)    | 37e       | serie 5: 4e in 24,40                         |
| José Moreira                                                       | 50m vrije slag (m)    | 33e       | serie 7: 8e in 24,26                         |
| Jorge Fernandes                                                    | 100m vrije slag (m)   | 33e       | serie 6: 2e in 52,23                         |
| Emanuel Nascimento                                                 | 100m vrije slag (m)   | 37e       | serie 6: 5e in 52,41                         |
| Cristiano Michelena                                                | 200m vrije slag (m)   | 23e       | serie 8: 7e in 1.52,32                       |
| Júlio César Rebolal                                                | 200m vrije slag (m)   | 30e       | serie 5: 5e in 1.53,16                       |
| David Castro                                                       | 400m vrije slag (m)   | 33e       | serie 3: 2e in 4.02,48                       |
| Cristiano Michelena                                                | 400m vrije slag (m)   | 23e       | serie 5: 7e in 3.57,79                       |
| David Castro                                                       | 1500m vrije slag (m)  | 32e       | serie 3: 8e in 15.57,89                      |
| Cristiano Michelena                                                | 1500m vrije slag (m)  | 26e       | serie 2: 3e in 15.50,50                      |
| Wladimir Ribeiro                                                   | 100m rugslag (m)      | 38e       | serie 4: 8e in 59,76                         |
| Rogerio Romero                                                     | 100m rugslag (m)      | 20e       | serie 7: 6e in 57,91                         |
| Wladimir Ribeiro                                                   | 200m rugslag (m)      | 33e       | serie 2: 4e in 2.11,48                       |
| Rogerio Romero                                                     | 200m rugslag (m)      | 8e        | serie 5: 2e in 2.02,26 finale: 8e in 2.02,28 |
| Cícero Tortelli                                                    | 100m schoolslag (m)   | 37e       | serie 5: 7e in 1.05,50                       |
| Cícero Tortelli                                                    | 200m schoolslag (m)   | 44e       | serie 2: 5e in 2.28,82                       |
| Eduardo de Poli                                                    | 100m vlinderslag (m)  | 26e       | serie 4: 4e in 56,37                         |
| Wladimir Ribeiro                                                   | 100m vlinderslag (m)  | 32e       | serie 3: 2e in 57,25                         |
| Eduardo de Poli                                                    | 200m vlinderslag (m)  | 34e       | serie 6: 8e in 2.06,15                       |
| Emanuel Nascimento                                                 | 200m vlinderslag (m)  | 36e       | serie 1: 1e in 2.09,40                       |
| Renato Ramalho                                                     | 200m wisselslag (m)   | 29e       | serie 5: 6e in 2.10,32                       |
| Júlio César Rebolal                                                | 200m wisselslag (m)   | 26e       | serie 4: 1e in 2.09,62                       |
| Renato Ramalho                                                     | 400m wisselslag (m)   | 24e       | serie 2: 4e in 4.31,95                       |
| Jorge Fernandes Júlio López Cristiano Michelena Emanuel Nascimento | 4x100m vrije slag (m) | 12e       | serie 2: 4e in 3.28,17                       |
| Jorge Fernandes Júlio López Cristiano Michelena Emanuel Nascimento | 4x200m vrije slag (m) | 10e       | serie 2: 5de in 7.32,11                      |
| Eduardo de Poli Emanuel Nascimento Rogério Romero Cícero Tortelli  | 4x100m wisselslag (m) | 18e       | serie 3: 6e in 3.53,21                       |
|                                                                    |                       |           |                                              |
| Adriana Pereira                                                    | 50m vrije slag (v)    | 17e       | serie 4: 2e in 26,56                         |
| Mônica Rezende                                                     | 50m vrije slag (v)    | 31e       | serie 3: 1e in 27,44                         |
| Adriana Pereira                                                    | 100m vrije slag (v)   | 34e       | serie 4: 2e in 58,53                         |
| Isabelle Vieira                                                    | 100m vrije slag (v)   | 37e       | serie 4: 5e in 59,15                         |
| Patrícia Amorim                                                    | 200m vrije slag (v)   | 25e       | serie 3: 2e in 2.04,74                       |
| Patrícia Amorim                                                    | 400m vrije slag (v)   | 24e       | serie 1: 3e in 4.19,64                       |
| Patrícia Amorim                                                    | 800m vrije slag (v)   | 21e       | serie 1: 3e in 8.51,95                       |
| Patrícia Amorim Adriana Pereira Monica Rezende Isabelle Vieira     | 4x100m vrije slag (v) | 12e       | serie 2: 6e in 3.56,29                       |

Afghanistan · Algerije · Amerikaanse Maagdeneilanden · Amerikaans-Samoa · Andorra · Angola · Antigua en Barbuda · Argentinië · Aruba · Australië · Bahama’s · Bahrein · Bangladesh · Barbados · België · Belize · Benin · Bermuda · Bhutan · Birma · Bolivia · Bondsrepubliek Duitsland · Botswana · Brazilië · Britse Maagdeneilanden · Brunei · Bulgarije · Burkina Faso · Canada · Centraal-Afrikaanse Republiek · Chili · China · Chinees Taipei · Colombia · Congo-Brazzaville · Cookeilanden · Costa Rica · Cyprus · Denemarken · Djibouti · Dominicaanse Republiek · Duitse Democratische Republiek · Ecuador · Egypte · El Salvador · Equatoriaal-Guinea · Fiji · Filipijnen · Finland · Frankrijk · Gabon · Gambia · Ghana · Grenada · Griekenland · Groot-Brittannië · Guam · Guatemala · Guinee · Guyana · Haïti · Honduras · Hongarije · Hongkong · Ierland · IJsland · India · Indonesië · Irak · Iran · Israël · Italië · Ivoorkust · Jamaica · Japan · Joegoslavië · Jordanië · Kaaimaneilanden · Kameroen · Kenia · Koeweit · Laos · Lesotho · Libanon · Liberia · Libië · Liechtenstein · Luxemburg · Malawi · Malediven · Maleisië · Mali · Malta · Marokko · Mauritanië · Mauritius · Mexico · Monaco · Mongolië · Mozambique · Nederland · Nederlandse Antillen · Nepal · Nieuw-Zeeland · Niger · Nigeria · Noord-Jemen · Noorwegen · Oeganda · Oman · Oostenrijk · Pakistan · Panama · Papoea-Nieuw-Guinea · Paraguay · Peru · Polen · Portugal · Puerto Rico · Qatar · Roemenië · Rwanda · Saint Vincent en de Grenadines · Salomonseilanden · Samoa · San Marino · Saoedi-Arabië · Senegal · Sierra Leone · Singapore · Soedan · Somalië · Sovjet-Unie · Spanje · Sri Lanka · Suriname · Swaziland · Syrië · Tanzania · Thailand · Togo · Tonga · Trinidad en Tobago · Tsjaad · Tsjecho-Slowakije · Tunesië · Turkije · Uruguay · Vanuatu · Venezuela · Verenigde Arabische Emiraten · Verenigde Staten · Vietnam · Zaïre · Zambia · Zimbabwe · Zuid-Jemen · Zuid-Korea · Zweden · Zwitserland